# Slojevke
Slojevke (znanstveno ime Stereum) so rod gliv iz družine slojark (Stereaceae).

## Seznam slojevk Slovenije[4]
- kosmata slojevka (Stereum gausapatum)
- dlakava slojevka (Stereum hirsutum)
- lepa slojevka (Stereum insignitum)
- vejina slojevka (Stereum ochraceoflavum)
- kolobarčasta slojevka (Stereum ostrea)
- zavihana slojevka (Stereum reflexulum)
- grbančasta slojevka (Stereum rugosum)
- krvaveča slojevka (Stereum sanguinolentum)
- žametasta slojevka (Stereum subtomentosum)